# 金岩土家族乡
金岩土家族乡，是中华人民共和国湖南省张家界市慈利县下辖的一个乡镇级行政单位。

## 行政区划
金岩土家族乡下辖以下地区：
三元村、落元村、红联村、月潭村、保健村、中坪村、土溪村、刘坪村、茶坪村、湖坪村、郑坪村、落丰村、金鸡村、金盆村、南岳村、南坪村、双中村、金龙村和敏家村。